# 33129 Ivankrasko
33129 Ivankrasko è un asteroide della fascia principale. Scoperto nel 1998, presenta un'orbita caratterizzata da un semiasse maggiore pari a 2,8321207 UA e da un'eccentricità di 0,1445542, inclinata di 8,78051° rispetto all'eclittica.
L'asteroide è dedicato al poeta slovacco Ivan Krasko.